# Hrádek u Rokycan
Hrádek u Rokycan – przystanek kolejowy w Hrádku, w kraju pilzneńskim, w Czechach. Położony jest na wysokości 410 m n.p.m. Znajduje się w północnej części miejscowości, przy drodze nr 11728.
Na przystanku nie ma możliwości zakupu biletu, a obsługa podróżnych odbywa się w pociągu.. 

## Linie kolejowe
- 175 Rokycany - Nezvěstice